# النزاع بين طالبان والدولة الإسلامية في أفغانستان
النزاع بين طالبان والدولة الإسلامية في أفغانستان هو نزاع مسلح. حيث تدعم شبكة حقاني حركة طالبان بينما يتم دعم تنظيم الدولة الإسلامية من قبل جماعة مناهضة لطالبان، المجلس الأعلى لإمارة أفغانستان بقيادة الإسلامي محمد رسول.

## التسلسل الزمني

### 2015
في 11 نوفمبر 2015 اندلع القتال بين فصائل طالبان المختلفة في ولاية زابل الأفغانية. وبدأ المقاتلون الموالون لزعيم طالبان الجديد أختر منصور في قتال فصيل مؤيد للدولة الإسلامية بقيادة الملا منصور داد الله. تلقى فصيل داد الله دعمًا من تنظيم الدولة الإسلامية خلال الاشتباكات، حيث انضم مقاتلوها إلى جانب داد الله، ومن بينهم مقاتلون من الشيشان وأوزبكستان. هزمت قوات منصور داد الله وتنظيم الدولة على يد طالبان. وطبقاً لغلام جيلاني فرحي مدير الأمن الإقليمي في زابل، فقد قُتل أكثر من 100 مسلح من الجانبين أثناء القتال.

### 2016
في مارس 2016 بدأت فصائل طالبان المعارضة لمنصور بقيادة ملا محمد رسول في القتال ضد الموالين له في المجموعة. أثناء القتال أفادت التقارير بمقتل العشرات.

### 2017
في 24 مايو 2017 وقع اشتباك بين طالبان وتنظيم الدولة وعد في ذلك الوقت أكبر اشتباك بين الاثنين حيث سقط 22 ضحية، 13 من تنظيم الدولة و 9 من طالبان وفقًا لمسؤول في طالبان. ووقعت الاشتباكات قرب حدود إيران مع أفغانستان. كانت طالبان قد هاجمت معسكرًا لتنظيم الدولة الإسلامية في المنطقة، وقال قائد في تنظيم الدولة الإسلامية كان عضوًا سابقًا في طالبان إن هناك اتفاقًا بين طالبان وتنظيم الدولة على عدم مهاجمة بعضهما البعض حتى يتم إجراء حوار، وادعى القائد أن طالبان انتهكت الاتفاق وهاجمت معسكرهم. وادعى أيضا أن الهجوم تم بالتنسيق مع الجيش الإيراني وأن هناك إيرانيين يصورون قتلى من مقاتلي تنظيم الدولة. كما انتقد الفصيل المنشق عن طالبان فدائي محاذ حركة طالبان لعلاقتها بإيران. وقبل أيام من المعركة ورد أن طالبان التقت بمسؤولين إيرانيين لمناقشة القضايا الإقليمية. وزعم متحدث باسم فدائي محاذ أن الاجتماع عُقد بناء على طلب طالبان لأنها سئمت توسع تنظيم الدولة الإسلامية في البلاد الذي يثير قلق الحكومة الإيرانية أيضًا. وقال المتحدث أيضًا إن طالبان تلقت 3 ملايين دولار نقدًا و 3000 قطعة سلاح و 40 شاحنة وذخيرة من أجهزة المخابرات الإيرانية من أجل محاربة تنظيم الدولة بالقرب من الحدود الإيرانية على الرغم من أن متحدثًا باسم طالبان نفى هذه المزاعم.

### 2018
في 20 يونيو 2018 بعد محادثات بين الحكومة الروسية وطالبان، أدانت مساعدة وزيرة الخارجية الأمريكية أليس ويلز موقف الحكومة الروسية في مساعدة طالبان ضد تنظيم الدولة الإسلامية، مشيرة إلى أن ذلك يقرب الشرعية لطالبان، ويبعدها عن الحكومة الأفغانية المعترف بها.
في يوليو 2018 شنت حركة طالبان هجومًا ضد تنظيم الدولة الإسلامية في ولاية جوزجان، وبحسب ما ورد فقد حشدت طالبان وفقًا لقائد داعش المستسلم 2000 مقاتل للهجوم على تنظيم الدولة ومعها مقاتلون من حركة أوزبكستان الإسلامية الذين أقسموا الولاء لداعش ضد طالبان. خلال القتال تم تشريد 3500 إلى 7000 مدني. وبنهاية يوليو تقلصت سيطرة تنظيم الدولة الإسلامية في المنطقة إلى قريتين بسبب حملة طالبان. مما استدعى أن يطلبون دعمًا من الحكومة الأفغانية، ووافقوا أيضًا على إلقاء أسلحتهم مقابل الحماية من طالبان. نفذ بعدها سلاح الجو الأفغاني غارات جوية ضد طالبان مقابل استسلام تنظيم الدولة الإسلامية في المنطقة، وأثارت الاتفاقية بين الحكومة الأفغانية وداعش جدلاً بعد ذلك.
في 17 يوليو قتل مسلحو الدولة الإسلامية 15 مقاتل من طالبان وجرحوا 5 آخرين خلال غارة على منزل تابع لقائد طالبان في ولاية سربل. قال عبد القيوم باقيزوي رئيس شرطة سربل لوكالة أسوشيتيد برس إن مقاتلي طالبان وداعش يتقاتلون في جوزجان وسربل منذ أكثر من شهرين، مما أسفر عن مقتل المئات من الجانبين.
في أغسطس 2018 أثناء المفاوضات بين الحكومة الأمريكية وطالبان في الدوحة، طلبت طالبان من الولايات المتحدة إنهاء الضربات الجوية على طالبان وكذلك تقديم الدعم للجماعة من أجل محاربة تنظيم الدولة الإسلامية.

### 2019
في 22 يونيو 2019 أفادت مصادر حكومية أفغانية بوقوع اشتباكات في كنر بين طالبان وداعش. كما زعم المسؤول أن الجيش الأفغاني قتل بعض مقاتلي داعش في المنطقة وأن طالبان كانت نشطة في المنطقة أيضًا.
وفي 29 يونيو 2019 نشر تنظيم الدولة الإسلامية صوراً لأسلحة تم الاستيلاء عليها من طالبان، [32] ونشر أيضًا مقطع فيديو لمقاتليه يجددون البيعة لأبو بكر البغدادي. وفي الفيديو انتقد مقاتلو طالبان لانخراطهم في محادثات سلام ودعوا مقاتلي طالبان للانضمام إليهم.
في 1 أغسطس 2019 زعمت وكالة أعماق أن تنظيم الدولة الإسلامية قتل 5 عناصر من طالبان خلال اشتباكات في كنر.
في 1 أكتوبر 2019 زعم تنظيم الدولة الإسلامية أنه قتل وجرح 20 من مقاتلي طالبان في تورا بورا.

### 2021
في 26 أغسطس 2021 وقع تفجير انتحاري وإطلاق نار جماعي بالقرب من آبي جيت في مطار حامد كرزاي الدولي في العاصمة الأفغانية كابل. وجاء الهجوم بعد ساعات من مطالبة وزارة الخارجية الأمريكية للأمريكيين خارج المطار بالمغادرة بسبب تهديد إرهابي. قُتل 185 شخصًا على الأقل في الهجمات، من بينهم 13 جنديًا أمريكيًا.